# Muskulární dysmorfie
Muskulární dysmorfie (také svalová dysmorfie, bigarexie, bigorexie, vigorexie, svalová dysmorfická porucha, dysmorfofobie, Adonisův komplex, obrácená anorexie) je duševní nemoc vycházející ze syndromu malosti, jejím hlavním příznakem je chorobná závislost na cvičení a snaha o to, být stále mohutnější. Bývá považována za opak anorexie. Tato nemoc postihuje především muže, hlavně kulturisty. Patří mezi poruchy příjmu potravy. Jedinci postiženou touto poruchou si v porovnání s ostatními připadají drobní a nedostatečně vyvinutí. Negativním aspektem je přílišné množství přijímané stravy sloužící k tvorbě svaloviny. Tato svalovina svou vahou pak zatěžuje klouby a kosti. Nadměrný příjem energie a bílkovin poškozuje funkci jater a ledvin. Rizikové je rovněž zneužívání anabolických steroidů.